# XX/XY
«Логика измены» (англ. XX/XY) — американская мелодрама, режиссёра Остина Чика, название ссылается на отличающиеся пары хромосом у мужчин и женщин. Главные роли исполнили: Марк Руффало, Майя Стэйнж и Кэтлин Робертсон. В 2002 году фильм был номинирован на «Главный приз жюри» кинофестиваля «Сандэнс» в этом же году он вышел в прокат. Хотя финансирование фильма было американским, его продюсировала британская компания Natural Nylon.

## Сюжет
Две студентки колледжа Сэм (Майя Стэйнж) и Tея (Кэтлин Робертсон), знакомятся на вечеринке с аниматором Коулзом (Марк Руффало), страсть и взаимное притяжение троицы приводит их в одну постель. Между ними начинаются нестабильные дружеские отношения, и троица продолжает расширять свои сексуальные границы. Вскоре их дружба проверятся на прочность, романом между Сэм и Коулзом и безрассудным поведением Теи. В итоге, их отношения прекращаются, из-за страха, обиды и обоюдного недоверия.
Восемь лет спустя, они встречаются вновь. Коулз, теперь аниматор известного рекламного агентства, пять лет живёт со своей подругой Клэр. Тея, бывшая тусовщица, теперь в счастливом браке с Майлзом, с которым на пару владеет успешным и процветающим рестораном. Сэм вернулась из Лондона в Нью-Йорк, после их расставания с Коулзом. Вновь встретившись все трое возвращаются к их старым, сложным отношениям. Вскоре, они будут вынуждены признать истинный смысл верности и любви, то, чего они так избегали в прошлом.

## В ролях
| Актёр            | Роль           |
| ---------------- | -------------- |
| Марк Руффало     | Коулз          |
| Майя Стэйнж      | Сэм            |
| Кэтлин Робертсон | Tея            |
| Дэвид Торнтон    | Майлз, муж Теи |
| Джои Керн        | Томми          |